# Тобша Лърнър
Тобша Лърнър (на английски: Tobsha Learner) е английска писателка, авторка на бестселъри в жанровете исторически трилър, фентъзи и еротичен любовен роман. Пише и под псевдонима Т. С. Лърнър (на английски: T. S. Learner).

## Биография и творчество
Тобша Лърнър е родена на 21 март 1959 г. в Кеймбридж, Кеймбриджшър, Англия. Има полско-еврейски корени. Израства в Северозападен Лондон. Опитва се да пише още от малка. Баща ѝ загива в катастрофа, когато тя е на 16 години. Завършва Лондонското художествено училище. Получава стипендия и учи скулптура на мрамор 6 месеца в Карара, Италия.
На 19 години се мести в Сидни, Австралия. Получава бакалавърска степен по скулптура във Викторианския колеж по изкуствата, а през 1986 г. завършва Националния институт по драматично изкуство.
След дипломирането си работи в радиото и телевизията. Започва да пише романи, разкази, пиеси и сценарии. Първата ѝ пиеса – „Witchplay“ – е публикувана през 1987 г. През 1986 г. е издаден първият ѝ сборник с еротични разкази – „Quiver“ (Колчан).
Остава в Австралия в продължение на 16 години. През 1995 г. се мести в САЩ.
През 2009 г. е издаден първият ѝ исторически трилър – „Сфинксът“. Той става световен бестселър и я прави известна.
Тобша Лърнър живее в Сидни, Лондон и Калифорния.

## Произведения

### Като Тобша Лърнър

#### Самостоятелни романи
- Madonna Mars (1998)
- The Witch of Cologne (2003)
- Soul (2006)

#### Новели
- Ice-Cream (2012)
- Man of Sighs (2012)
- The Woman Who Was Tied Up and Forgotten (2012)

#### Пиеси
- Witchplay (1987)
- Wolf (1992)
- The Glass Mermaid (1994)
- One Small Step / Witchplay: Plays (1995) – с Хедър Нимо
- Miracles (1998)

#### Сборници
- Quiver (1996)
- Tremble (2004)
- Yearn (2012)

### Като Т. С. Лърнър

#### Самостоятелни романи
- Sphinx (2009) 
Сфинксът, изд.: „Софтпрес“, София (2011), прев. Милена Радева
- The Map (2012)
- The Stolen (2014)

### Екранизации
- 1999 Succubus: The Motion Picture – сценарий